# 炳靈帝君

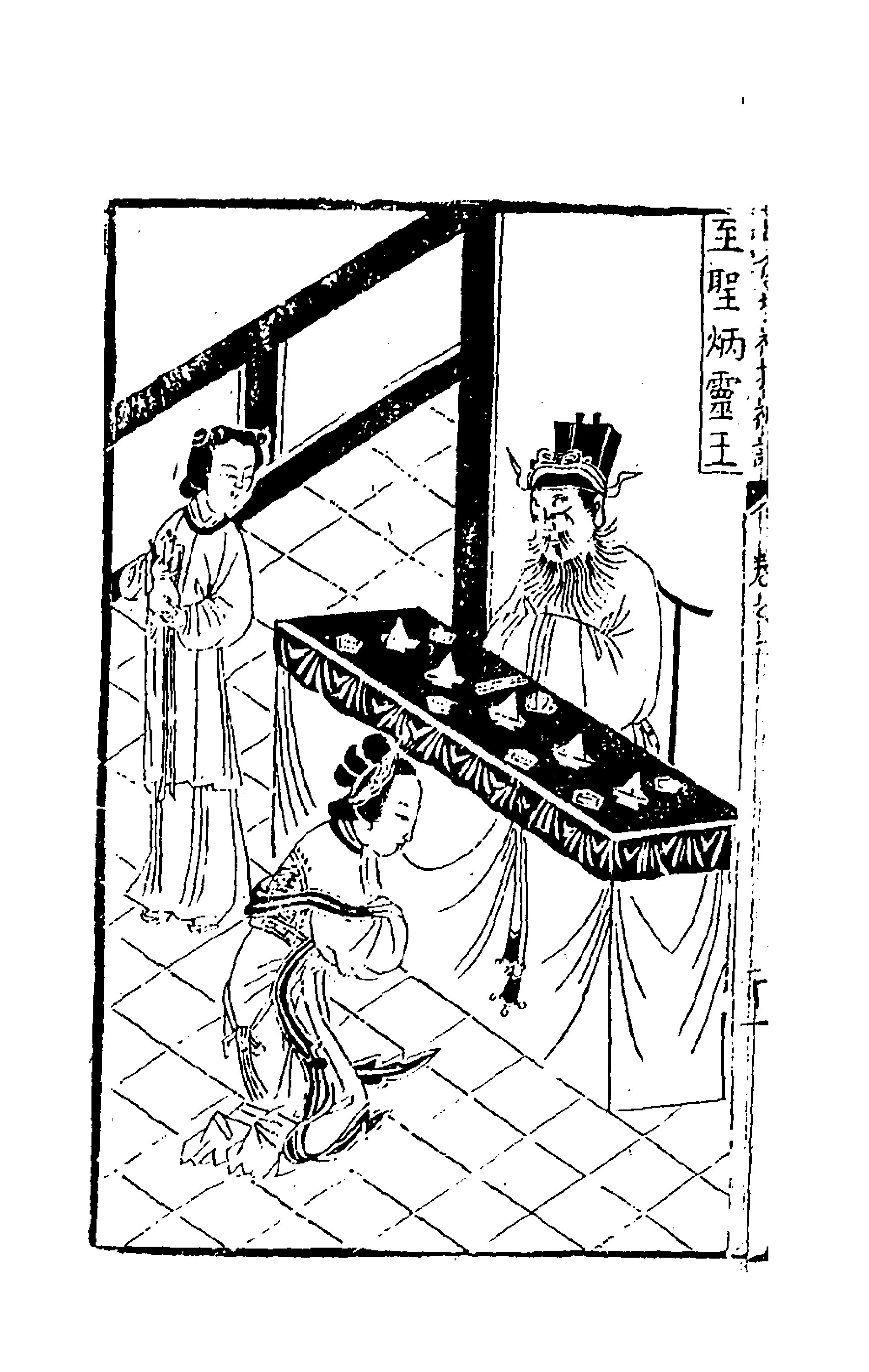
炳靈帝君

炳靈帝君又稱東嶽上殿太子至聖炳靈王，俗稱炳靈公，知名山神、雷神、護法神，民間相傳乃東嶽大帝的第三子，原稱為「東嶽炳靈三太子」。後唐明宗封「炳靈三太子」為「威雄將軍」，宋真宗封「炳靈公」。《東嶽大生寶懺》稱之為「至聖威雄炳靈仁惠王」，《東嶽解冤謝罪法懺》稱之為「東嶽上殿太子至聖炳靈王」。
宋代高承《事物紀原·炳靈公》：「《宋朝會要》曰：廟在兗州泰山下，即泰山神三郎也。後唐詔封威雄將軍，大中祥符七年十月十五日，詔封威雄將軍為炳靈公。」金陵、姑蘇、餘杭等地區正一派道士，認為其為管理龍虎山（正一派）、閤山（靈寶派）、茅山（上清派）等三山符籙的大神，還是天庭的雷部、火部天將，也是張天師的護法神。《封神演義》中，此神為黃飛虎之子黃天化所任，又稱「管領三山正神」。